# 尚普蘭湖戰役
尚普兰湖戰役（Battle of Lake Champlain），亦稱普萊茨堡戰役（英語：Battle of Plattsburgh）是1812年戰爭期間英国對美國的最後一次入侵行動。
英國方面，陸軍由喬治·普雷沃斯特中將統領，一支海軍分艦隊由喬治·唐尼上校統領。美國方面，准將亞歷山大·馬科姆統領紐約州民兵、佛蒙特州民兵，以及美國陸軍常規部隊。海軍由指揮官托馬斯·麥克唐納統領。唐尼的海軍分艦隊在1814年9月11日的黎明後不久發起進攻，在一場激戰後攻勢被擊退，唐尼戰死沙場。普雷沃斯特認為失去了湖泊的控制權，就算英軍攻下普萊茨堡也無法獲得補給，於是放棄從陸路進攻，撤退回加拿大。
當普萊茨堡戰役發生時，英美雙方代表正在荷蘭王國的根特進行結束戰爭的談判。普萊茨堡戰役與巴爾的摩戰役（1814年9月12-15日）的勝利影響了英國的談判籌碼，英國方無法根據「保持佔有」佔領部分美國領土。1814年12月2日雙方簽署《根特條約》，根據「戰前狀態」歸還被佔領的領土。

## 戰前

### 英國
1814年，多數的英軍投入半島戰爭。直到4月，拿破崙退位，歐洲戰事大致上結束。英國藉機轉移半島的軍隊及其他駐軍前往北美，威靈頓公爵麾下數名作戰經驗豐富的的少將們也被指派來帶領軍隊。陸軍與殖民地大臣巴瑟斯特伯爵授權中將喬治·普雷沃斯特爵士（加拿大總司令兼加拿大總督）進攻美國領土，並告誡他不應過度深入以致背腹受敵。他也建議普雷沃斯特首先應該攻下美軍艦隊在安大略湖上的基地，薩克特港。其次是取得尚普蘭湖的掌控權。
然而，普雷沃斯特找不到方法運送部隊攻擊薩克特港，也無法將補給送至聖勞倫斯河上游。除此之外，美國船隻控制著安大略湖，使得進攻遲遲無法進行。英軍原定用於1812年戰爭的一級風帆戰列艦聖勞倫斯號在10月15日才完工，然而無助於戰局。
普雷沃斯特因此決定開始準備進攻黎塞留河上游的尚普蘭湖。（由於黎塞留河是尚普蘭湖通往海洋的唯一水路，湖泊的貿易多數會經過河流與加拿大。）由於尚普蘭湖東岸的美國佛蒙特州對英國態度友好，除了表示不會全心全力投入戰爭，當地居民也樂於與英國交易，供應了英軍牛隻與英國戰艦所需的建材。普雷沃斯特因此決定往西岸的紐約州進攻，而美國在尚普蘭湖西岸的主要據點就在普拉茨堡。
普雷沃斯特組織了進行進攻計畫的師，並交給少將弗朗西斯·德·羅滕堡（下加拿大副州長）指揮。第一個旅是參與過半島戰爭的軍人，由少將弗雷德里克·菲利普·羅賓遜帶領；第二個旅是加拿大的軍隊，由少將托馬斯·布里斯班帶領；第三個旅包含來自半島與其他地區的駐軍，由少將曼利·包爾帶領。每個旅都配給有五門6磅炮和一門5.5英寸榴彈砲的皇家砲兵。此外還有第十九輕龍騎兵，兩門24磅黃銅野戰砲，一門8英寸黃銅榴彈砲，三門24磅海軍大砲與一支Congreve火箭炮支隊。部隊總人數為11,000人，然而部分逃兵與病患沒有參戰，所以實際參加普拉茨堡戰役的人數只有8,000多人。
英國軍隊裡的長官們有些不睦。普雷沃斯特不喜歡半島軍隊的著裝標準，因為威靈頓公爵講求效率更甚於外表。此外，普雷沃斯特與他的副官（愛德華·貝恩斯少將）與師長德羅滕堡都沒有旅長的豐富作戰經驗，也以謹慎與猶豫出名。普雷沃斯特的軍需官托馬斯·悉尼·貝克威斯少將（英語：Thomas Sydney Beckwith）參與過半島戰役的初期戰事，也參與過1813年在切薩皮克灣的作戰行動，身經百戰的他也受到批評，主因是軍情掌握的失誤。

### 美國

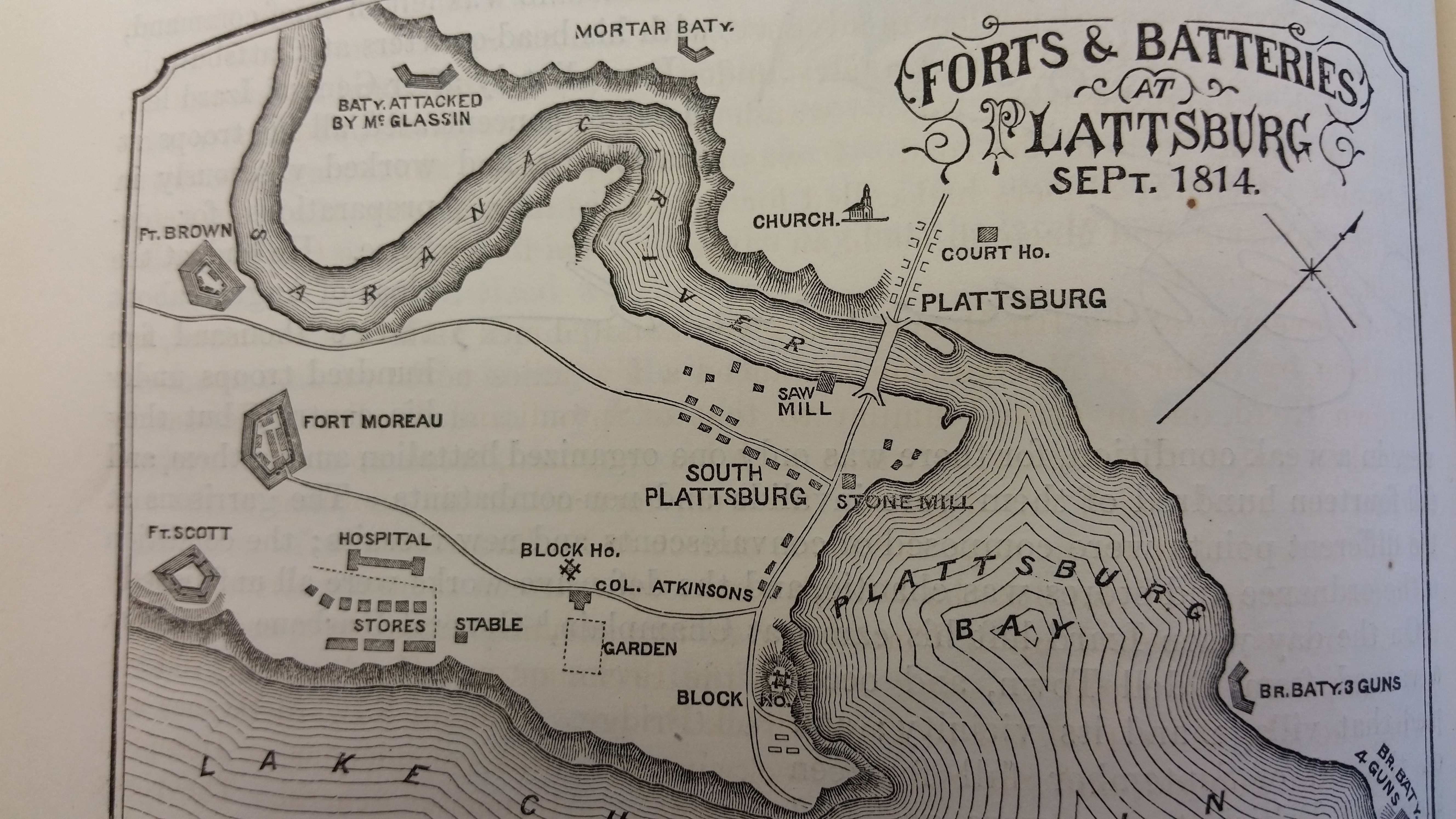
普拉茨堡堡壘。

少將喬治·伊扎德（英語：George Izard）是北部軍的指揮官，他部署了軍隊在東北邊境。8月下旬，美國戰爭部長小約翰·阿姆斯特朗下令伊扎德率領他的軍隊，約4,000人，去支援薩克特港。伊札德在8月23日帶兵離開，留下准將亞歷山大·馬科姆指揮1,500名正規軍駐守普拉茨堡，這些部隊大多數是新兵、傷殘者或零散的支隊。
馬科姆下令要准將本傑明·穆爾斯（英語：Benjamin Mooers）召集紐約州民兵，並向佛蒙特州州長征募民兵志願者，最終募集了2,000名民兵。然而這些民兵多數未受過訓練，當中數百人不適合參加軍隊，所以馬科姆要他們挖掘壕溝與建造防禦工事。
馬科姆的主要據點在薩拉納克河南岸的山脊，伊扎德的高級工程師官少校約瑟夫·吉爾伯特·托滕（英語：Joseph Gilbert Totten）已經在此地布置了防禦工事，包含了3個座堡壘與2座炮樓，之間有其他防禦工事相連。這個據點的防禦與補給足以抵抗英軍的包圍長達三週，就算海軍被擊潰、來自普拉茨堡的補給線被切斷也不成問題。
伊扎德帶著軍隊離開後，馬科姆繼續加強防禦。他甚至在軍事醫院的所在地螃蟹島（英語：Crab Island）島上建立砲台，目的是讓生病或受傷的士兵可以發射大砲。然而，普拉茨堡的居民對於馬科姆能否擊退來犯沒有信心，在9月份，近3,000人的居民逃離城市，只剩下美軍在此留守。

### 海軍
1813年6月1日，英國在尚普蘭湖已經有了海軍優勢。兩艘美國的單桅縱帆船追逐英國砲艦進入黎塞留河，因為風勢下降，他們被河岸的英國砲兵包圍並投降。這兩艘帆船被帶往Île aux Noix（黎塞留河的一座島）的英國海軍基地。
1813年夏天與秋天，約翰·默里中校帶領946名軍人突襲了紐約州與佛蒙特州的尚普蘭湖湖岸。他們造成的人員與物資損失導致美軍在沙托瓜戰役的失敗。
負責指揮尚普蘭湖的美國海軍的托馬斯·麥克唐納中尉，在佛蒙特州的水獺溪（英語：Otter Creek）建立了基地，並建造了數艘砲艦。因為要和安大略湖的艾薩克·昌西準將競爭耗材、船員，他無力建造更大的船艦。這個情況直到他的副手到華盛頓與美國海軍部長威廉·瓊斯反映之後，才派遣海軍建築師諾亞·布朗前往水獺溪督導造艦。
1814年4月，美國已完成了26挺砲的護衛艦薩拉託加號，以及14挺砲的雙桅縱帆船提康德羅加號。它們與原有的7挺砲單桅帆船貴族號（英語：Preble）帶給美國海軍優勢，並得以在普拉茨堡建立與供應堅實的基礎。在普拉茨堡戰役前幾天，20挺砲的雙桅帆船老鷹號也完工了。
失去了尚普蘭湖的海軍優勢，促使英國開始在Ile aux Noix建造36挺砲的巡防艦孔菲昂斯號（英語：Confiance）。該巡防艦在8月25日下水後，上校喬治·唐尼取代上校彼得·費舍爾的指揮工作。與美軍的麥可唐納一樣，唐尼也遇到了海員與建材的供應問題，雪上加霜的是麥可唐納還截獲了他的幾個桅杆。唐尼僅僅能保證在9月15日建完孔菲昂斯號，那時候船員可能也還沒訓練好。普雷沃斯特為了避開秋冬的壞天氣，盡早開戰，持續向唐尼施壓讓孔菲昂斯號投入戰爭。

## 入侵

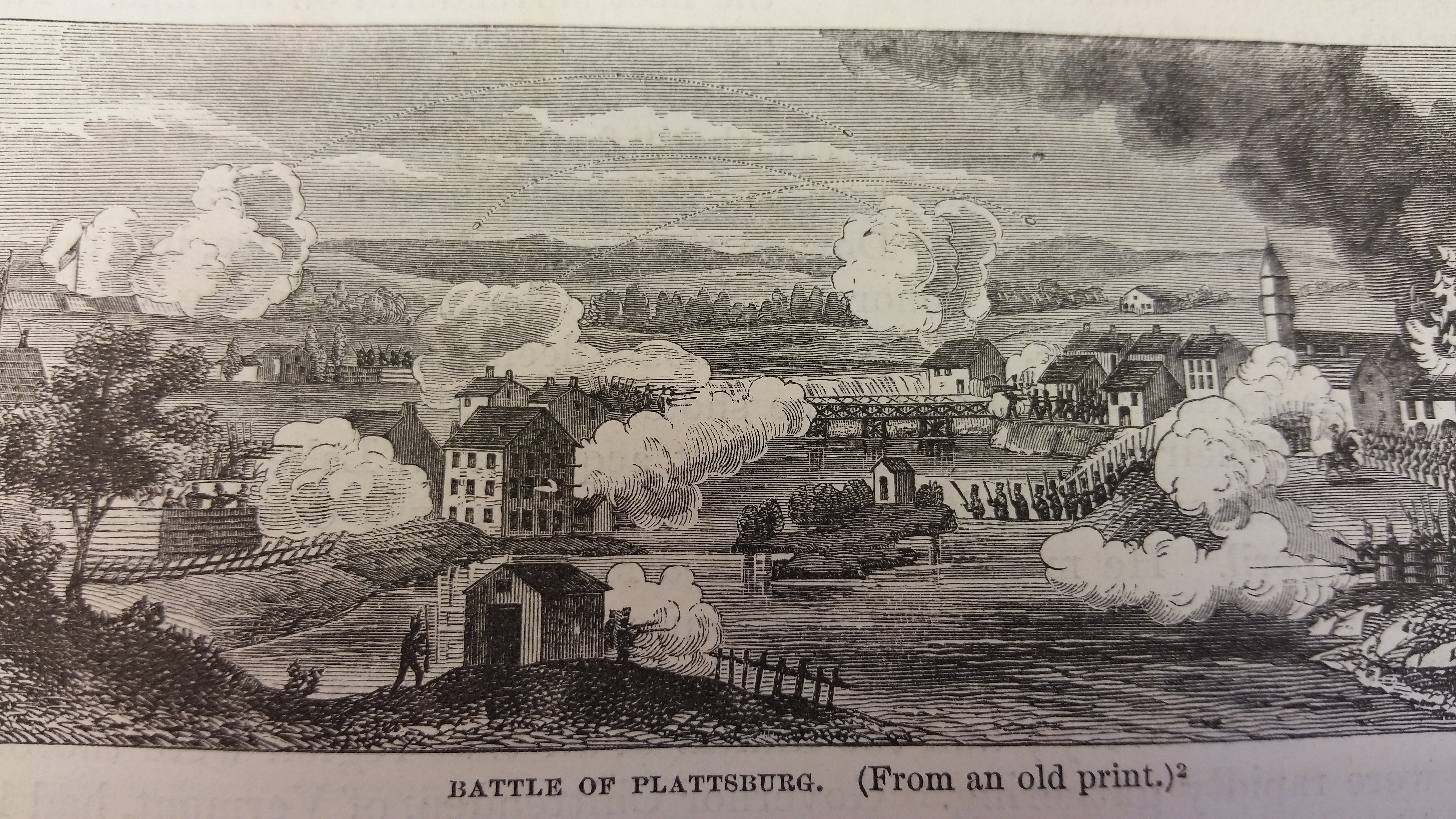
普拉茨堡戰役。

8月31日，普雷沃斯特開始向南推進。馬科姆派遣軍隊前去拖延敵方的進攻。派遣的軍隊有上尉斯普羅爾（英語：Sproul）與少校約翰·伍爾（英語：John E. Wool）率領的450名正規軍、少校丹尼爾·阿普林（英語：Daniel Appling）率領的110名步槍兵、少將本傑明·穆爾斯（英語：Benjamin Mooers）率領的700名紐約州民兵、上尉倫納德（英語：Leonard）領導的兩把六磅炮。他們在謝齊（紐約州）第一次與英軍接觸，隨後慢慢撤退，沿途燒毀橋梁、設置路障、並誤導英軍的前進路線。然而英軍卻穩定推進。
普雷沃斯特在9月6日抵達普拉茨堡，發現美軍已經越過薩拉納克河，並且在撤退前破壞了橋梁。普雷沃斯特並未立刻進攻。9月7日，他下令少將羅賓遜（英語：Robinson）渡河，然而普雷沃斯特並未掌握美軍防禦的情資，甚至不清楚當地的地理知識。數次試探性的攻擊都被伍爾擊退了。
普雷沃斯特放棄渡河，並開始建造砲台。作為回應，美軍用加熱得火紅的砲彈射向普拉茨堡裡的英軍，燒毀了16個他們用來掩蔽的建築物，迫使英軍向後撤退。9月9日，喬治·麥格拉辛率領50名美軍在夜晚偷襲並摧毀了英國的康格里夫火箭砲，這個砲台離布朗堡(三個美軍主要堡壘之一)僅僅460公尺遠。
零星交戰與砲火不息的同時，英軍在距離馬科姆的防禦陣地4.8公里處發現可以渡河的淺灘。普雷沃斯特計畫在唐尼上尉的艦隊抵達並攻擊美軍艦隊的同時，布里斯班少將（英語：Brisbane）會從橋梁進行一次意圖渡河的佯攻，而魯濱遜少將的旅會在鮑爾少將（英語：Power）的旅的助攻下，從淺灘處對美軍左側進行主要的攻擊。當美軍艦隊被擊敗時，布里斯班會將佯攻轉為真正的進攻。

## 海戰

### 序幕

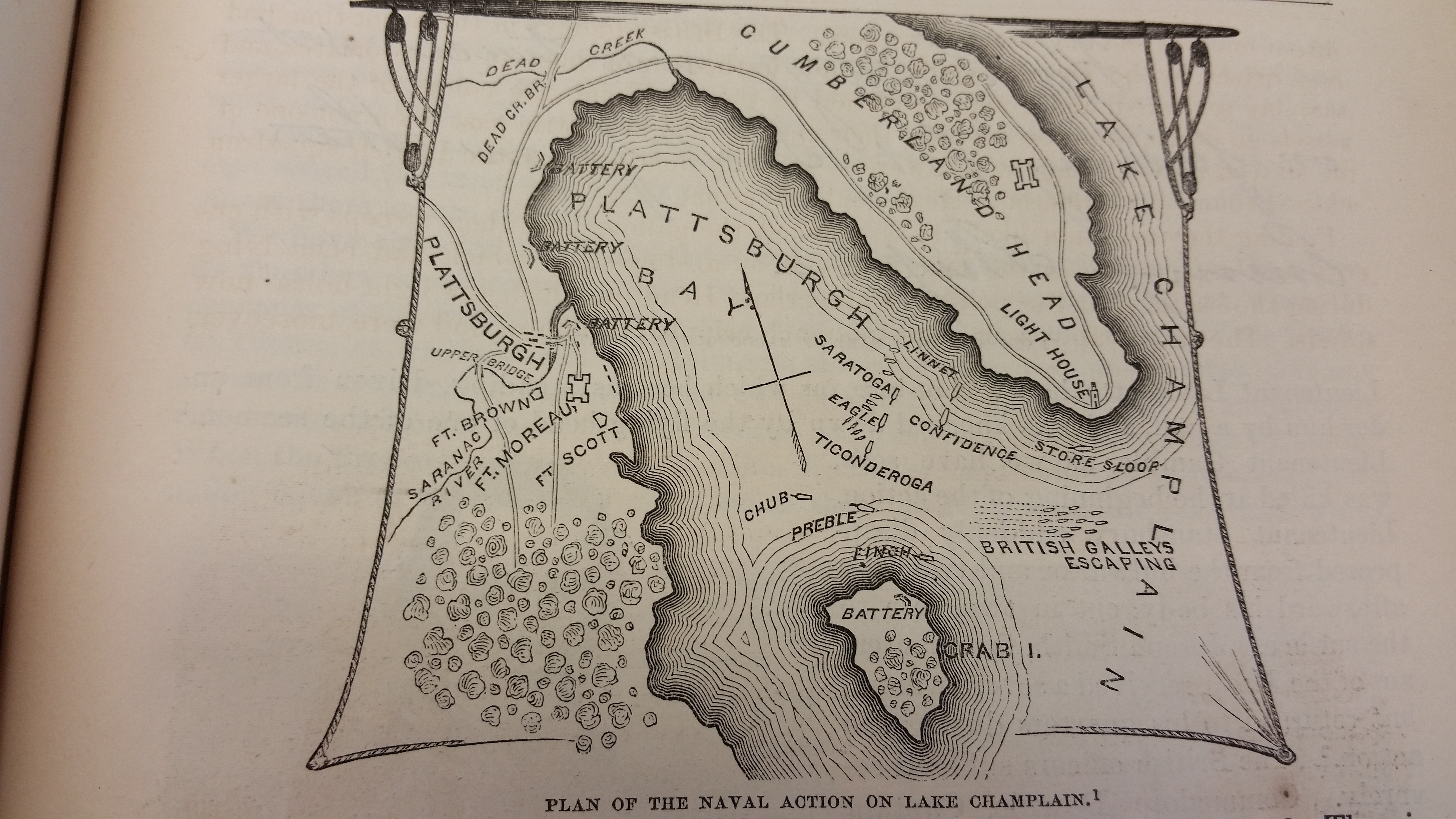
海軍部署。

麥克唐納派遣他的一些砲艦去騷擾英國海軍，然而他知道他的艦隊無法與對方的遠程砲較量，所以他往普拉茨堡灣撤退，迫使英軍進行近距離戰鬥，此時兩方的分艦隊人數與近程砲的火力都比較相近。
在唐尼抵達前，麥克唐納趁著空檔演練士兵，準備戰鬥。在美軍的戰列線上，由北到南依序是：老鷹號、薩拉託加號、提康德羅加號、貴族號。每艘船的船首與船尾都下了錨，並安排了彈簧索以增加機動性，讓船艦可以大角度迴轉。麥克唐納另外在旗艦薩拉託加號上布置了輕錨（英語：kedge anchor），讓他可以旋轉船隻。十艘美國砲艦停泊在這些大型船艦之間。
海軍中校普林率領數艘英國單桅帆船和砲艦停泊在查滋附近等待，並且在Isle La Motte設立了砲臺。唐尼的巡防艦孔菲昂斯號花了兩天時間，從Ile aux Noix逆風與逆流而上，最終在9月9日加入分艦隊。然而孔菲昂斯號此時尚未完工，木工與裝配工仍在船上工作。因為船員不足，部分船員從第39步兵團的一個連添補。令普雷沃斯特憤怒的是，由於風向不利，唐尼無法在9月10日進攻。當晚風向轉為東北風，讓進攻成為可能。
9月11日清晨，英國分艦隊出動，並向普雷沃斯特的軍隊鳴砲提醒他們的到來。黎明後不久，在分艦隊進攻前，唐尼從划艇上偵查美軍部署。他告訴他的船員，英軍陸軍將在海軍開戰後席捲普拉茨堡，"我們可要注意別落後了"。

### 開戰
在大約早上9點，英國分艦隊逆風並排而行，繞過坎伯蘭角。在最初的陣型中，最北方的是較大的船隻，依序是丘布號、紅雀號、孔菲昂斯號、芬奇號，南方則的是砲艦們。
這天是一個晴朗的秋天，但風很輕，且方向多變。唐尼無法將孔菲昂斯號如預期的航行過美軍戰列線的前端，隨著英國的旗艦孔菲昂斯號受到美國艦隊越來越猛烈的砲火，唐尼被迫在距離美軍旗艦(薩拉託加號)300到500碼的距離下錨。英軍的第一輪舷炮齊射造成薩拉託加號五分之一的船員傷亡。麥克多諾被驚呆了，但很快就回復鎮定。數分鐘後，薩拉託加號的大砲打落了一門英軍大砲，並壓死了唐尼。

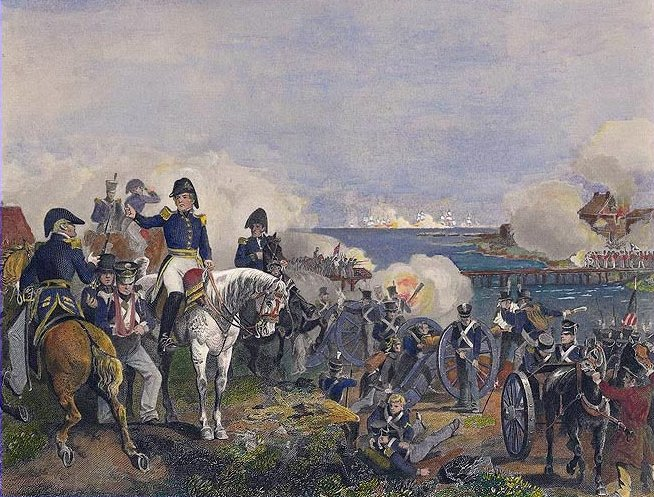
馬克姆觀察海戰。注意此圖是水平反轉的，圖中顯示美國陸軍在薩拉納克河北岸，實際上是在南岸。

在英國戰列線上，單桅縱帆船丘布號嚴重受損，並漂進了美軍戰列線中，船長投降。普林指揮的雙桅橫帆船紅雀號到達美軍戰列線的頭端，並對老鷹號開火。單桅縱帆船芬奇號無法到達預定錨點，雖然幾乎沒有受到攻擊，卻因為擱淺在螃蟹島，在軍醫院的6磅砲陣威脅下投降。
在英國戰列線尾端的一半砲艦也投入戰場，它們迫使美軍的貴族號砍斷船錨、漂離戰場。提康德羅加號擊退英國的砲艦，但也因此無法幫助美軍的旗艦。其餘的英國砲艦沒有加入戰場，他們的指揮官後來逃跑了。
一個小時後，美軍的老鷹號的一條彈簧索被打掉，並且無法再承受紅雀號的炮火攻擊。老鷹號船長下令砍斷所有錨索，讓船漂到戰列線尾端，卻讓薩拉託加號進入紅雀號的炮火中。
雙方旗艦陷入僵局，失去了唐尼與其他軍官後，孔菲昂斯號的炮火漸漸失去威力。薩拉託加號的情況也不好，右舷的大砲大多無法開砲了。麥克多諾下令砍斷船首的錨，並收起輕錨，以旋轉薩拉託加號，這讓薩拉託加號可以使用左舷的大砲。孔菲昂斯號試圖做同樣的動作，卻將脆弱的船尾面向了對方的砲火，孔菲昂斯號只能無奈投降。薩拉託加號收起輕錨，將砲火面相紅雀號。普林派出小艇，得知唐尼死訊，也看到孔菲昂斯號降旗投降。近乎沈船的紅雀號至此也投降。英國砲艇則撤退。
投降的英國軍官登上薩拉託加號，並交出劍以示投降。麥克多諾回應道"紳士們，將你的劍收回劍鞘吧，你們值得擁有它們。"普林與其他英國軍官之後作證表示，麥克多諾有善待英國的傷兵與囚犯。
許多英國死者，不包括軍官，被埋在螃蟹島上的亂葬崗，直至今天。

### 尼羅河海戰
1798年8月1日的尼羅河海戰中，法國艦隊也是處於守勢，英國同時攻擊了法國戰列線的兩側並取得勝利。在尚普蘭湖戰役裡英軍試圖使用同樣的策略，然而因為風勢過小，且防守方的美軍做足了準備，利用彈簧索與輕錨增加機動性，所以英國吃了敗戰。當時的歷史學家稱這場戰鬥為“False Nile”。

英國海軍歷史學家將麥克多諾的勝利視為"一項顯著的壯舉，整體上，超過了所有其他海軍艦長在整場戰爭中的成就。"

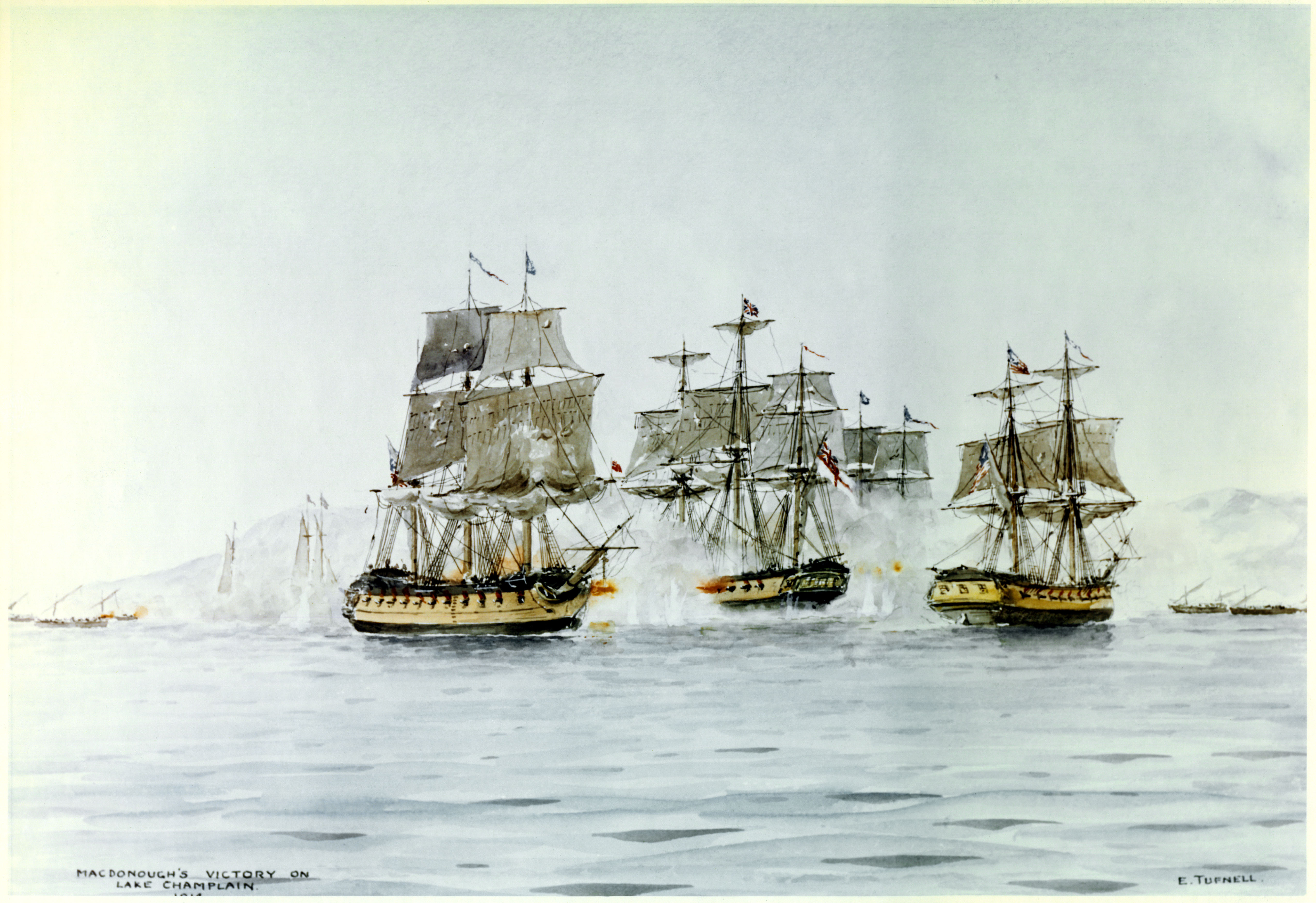
薩拉託加(左)與老鷹號(右)與孔菲昂斯號遭遇。

## 陸戰
按照計畫，普雷沃斯特的進攻應該要與海軍同時進行，但實際早上10點軍隊才開拔，此時海戰已經開始一小時了。美軍與英軍的砲戰中，美軍取得些微優勢。同時，英軍在橋樑的佯攻也被擊退了。
當普雷沃斯特知悉唐尼的分艦隊被擊敗的消息，他意識到失去海軍的補給與支援，進攻普拉茨堡將沒有軍事價值。他取消了對普拉茨堡的突擊，並決定撤退。英國的戰線上響起了撤退的號角聲。
羅賓遜的旅被一些參謀誤導，找不到渡河的淺灘。最後他們找到淺灘，在八支輕裝步兵連領導下，部隊很快擊退敵方防禦並且渡河。在他們準備繼續進發時，傳來取消突襲的命令。英國第76步兵團的輕裝步兵連在突襲開始前就與美軍發生衝突，並且在撤退號角聲前就被美國民兵包圍。該連的連長約翰·普查斯上尉在揮舞停戰旗（他的白背心）時被殺。76步兵團的3名軍官與31名軍人被囚禁，其他有1人被殺、3人受傷。
布里斯班少將反對撤退，堅稱可以在20分鐘內攻下堡壘，但是被普雷沃斯特拒絕。英軍在天黑後撤退回加拿大。雖然英國士兵被下令摧毀無法帶走的彈藥與物資，仍有大量被留下。英國陸軍進軍和與美軍對峙時幾乎沒有逃兵，但是在撤退時有至少234名逃兵。少數逃兵是半島戰爭的老兵與加拿大的軍隊，多數逃兵來自是德梅隆的軍團、第2/8步兵團、第1/27步兵團。
9月6-11日期間，英國在陸戰中有37人被殺、150受傷、57人失蹤。美軍方面有37人被殺、62受傷、20人失蹤，以上只計算美國正規軍。歷史學家威廉·詹姆斯表示"民兵與志願兵的傷亡沒有歷史紀錄"。馬科姆將軍在寫給父親的書信中，提到美軍在"陸戰"中有115被殺、130受傷，這個數字顯示民兵與志願兵有極大的傷亡。

## 後續

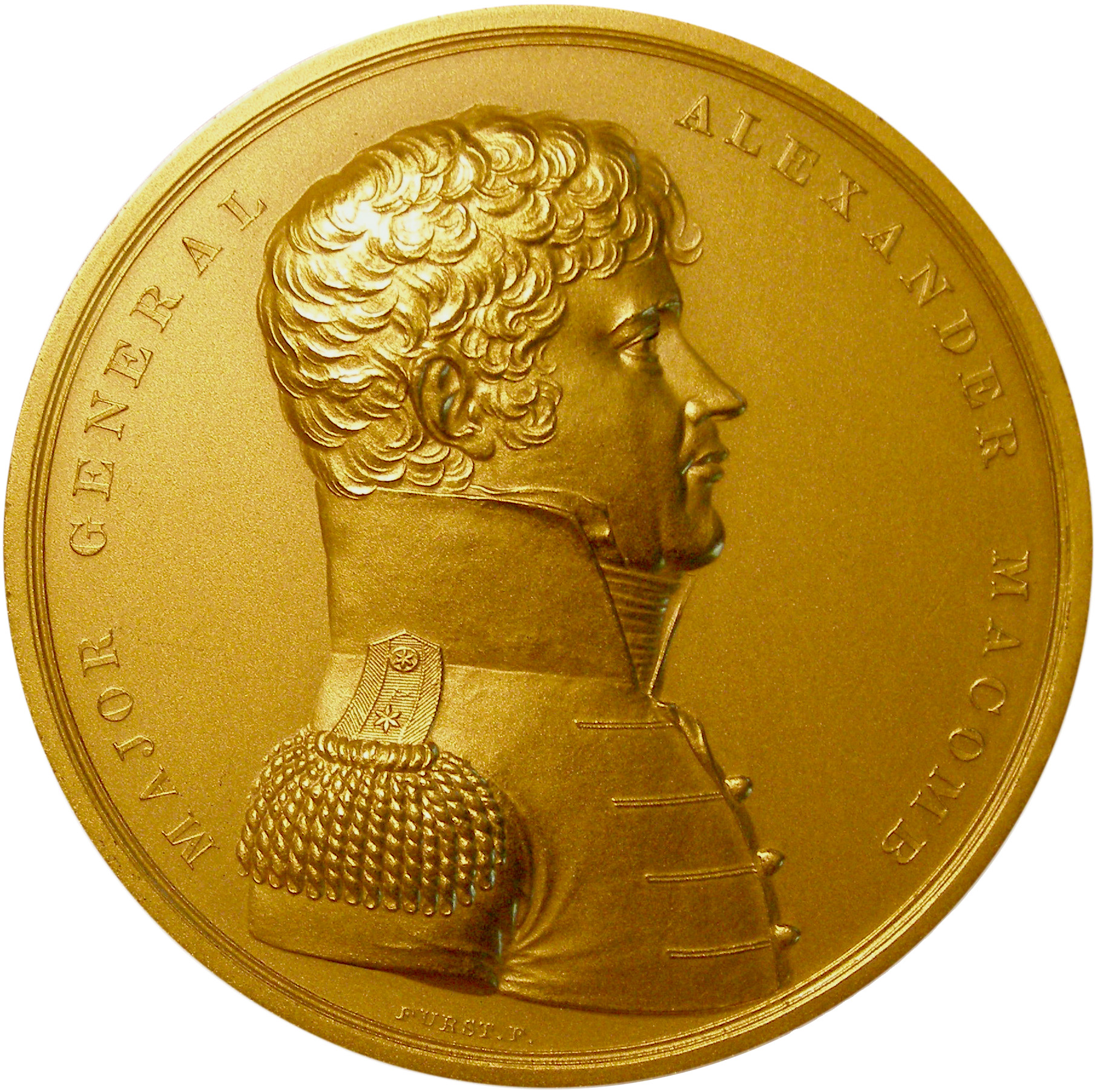
馬克姆的國會金牌
(正面)

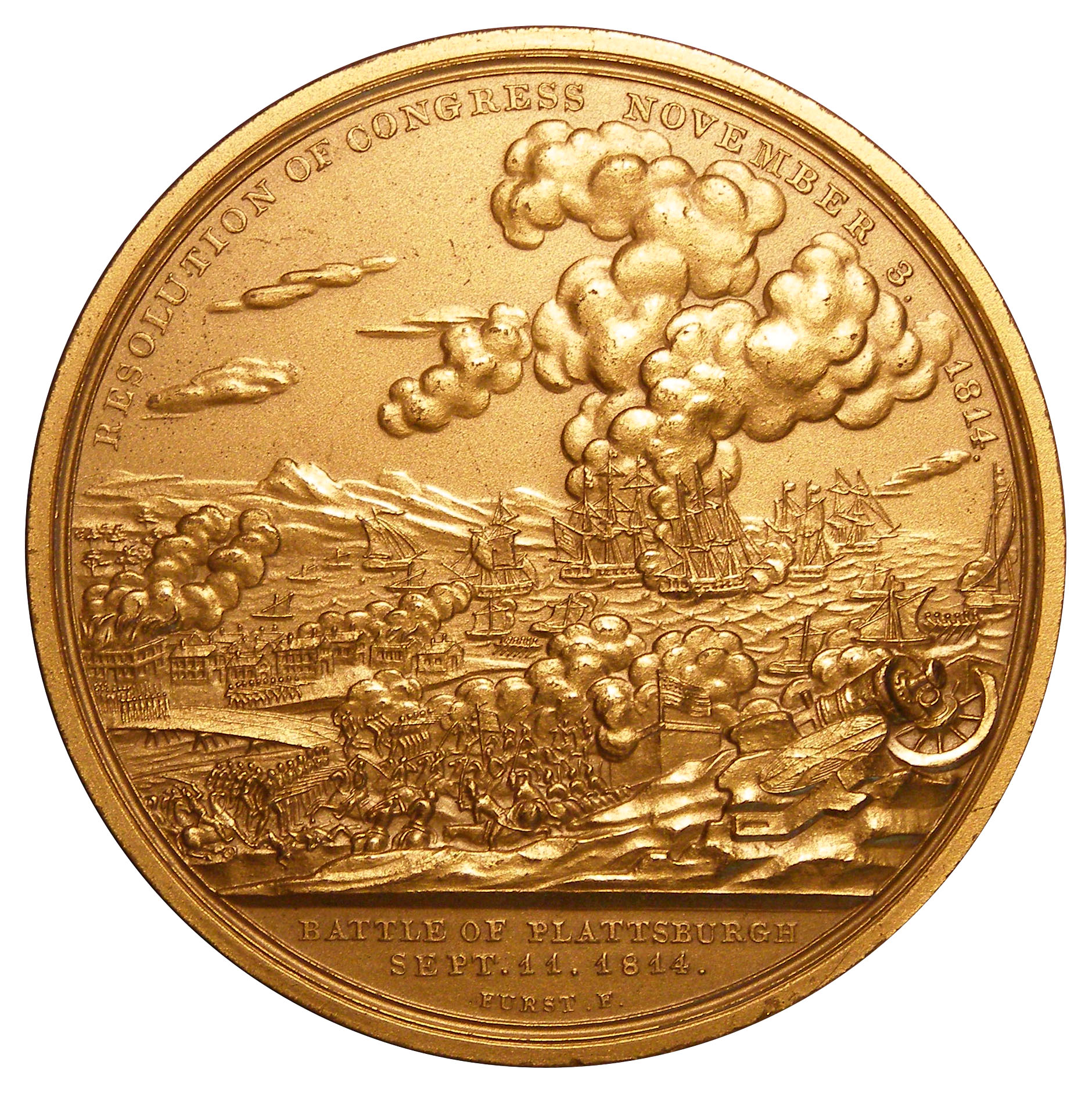
馬克姆的國會金牌
(背面)

尚普蘭湖戰役打斷了英國的入侵步調。在這場戰役以前，英國利用布拉登斯堡戰役與華盛頓大火拒絕美國在和平談判中的任何要求。尚普蘭湖戰役與巴爾的摩戰役以後，美國取得尚普蘭湖與五大湖的所有權。並在《根特條約》中否決了英國對領土所有權的要求。
普雷沃斯特在戰敗後被解除加拿大的指揮職務，並回到英國。按照慣例，失去船艦或打敗仗將面臨軍事法庭。1815年8月18日到21日，普林中校、倖存軍官與分艦隊軍人的軍事法庭在朴茨茅斯的角斗士號上進行，法院對普林讚譽有佳，並無罪釋放所有人。大約同時，詹姆士·楊爵士的電文被發表，當中強調普雷沃斯特強迫分艦隊過早投入戰爭，是戰敗的罪魁禍首。普雷沃斯特因此要求開軍事法庭以洗刷名譽，但他在開庭前就於1816年過世。
亞歷山大·馬克姆被晉升少將，並在1828年成為美國陸軍總指揮官。托馬斯·麥克唐納晉升上尉（並因為在戰爭中指揮多艘戰船，獲得准將的榮譽軍銜），並被稱為"尚普蘭湖的英雄"。
為了紀念美國的指揮官們，國會製造了4個國會金牌。授予托馬斯·麥克唐納上尉、羅伯特·亨利上校、海軍上校史蒂芬·卡辛，以及亞歷山大·馬克姆。馬克姆和他的手下也獲得了美國國會的正式感謝（Thanks of Congress）。
美國陸軍的現役7個正規營(4-1 FA, 1-2 Inf, 2-2 Inf, 1-5 Inf, 2-5 Inf, 1-6 Inf 與 2-6 Inf)承襲自尚普蘭湖戰役中的數個編制單位(布魯克斯連、砲兵團、第6、第13和第29步兵團)。

## 紀念
有三艘依照此戰役命名的船艦：
1. USS Lake Champlain (1917)，第二次世界大戰中的貨船。
2. USS Lake Champlain (CV-39)
3. USS Lake Champlain (CG-57)

## 註解
1. ↑  美軍使用的大砲有一部分是columbiad。砲管長度介於遠程砲(long gun)與英國的近程砲(carronade)之間。

提供雙方海軍詳細資料的紀錄人(羅斯福)並未將columbiad獨立視為一個武器類型，也未說明是否將columbiad視為遠程砲或近程砲。[16]